# Vallbona de les Monges
Vallbona de les Monges – gmina w Hiszpanii, w prowincji Lleida, w Katalonii, o powierzchni 34,71 km². W 2011 roku gmina liczyła 253 mieszkańców.